# Gynoplistia polycantha
Gynoplistia polycantha là một loài ruồi trong họ Limoniidae. Chúng phân bố ở miền Australasia.